# محله هوایی پینال
 محله هوایی پینال (به انگلیسی: Pinal Airpark) (به زبان بومی: Marana AAF) یک فرودگاه همگانی بهره‌برداری هوایی با کد یاتا MZJ است که یک باند فرود آسفالت دارد و طول باند آن ۲۰۸۸ متر است. این فرودگاه در کشور ایالات متحده آمریکا قرار دارد و در ارتفاع ۵۷۷ متری از سطح دریا واقع شده است.